# Épisodes de Dracula
Cet article présente le guide des épisodes de la série télévisée américaine Dracula.

## Généralités
- Le 24 juillet 2012, la série a été officiellement commandée par le réseau NBC[1]
- Au Canada, la saison est diffusée en simultané sur le réseau Global[2].
- La série est inédite dans tous les pays francophones.

## Distribution
- Jonathan Rhys Meyers : Dracula
- Jessica De Gouw : Mina Murray
- Thomas Kretschmann : Abraham Van Helsing
- Victoria Smurfit : Lady Jayne Wetherby
- Oliver Jackson-Cohen : Jonathan Harker
- Nonso Anozie : R.M. Renfield
- Katie McGrath : Lucy Westenra

### Acteurs récurrents et invités
- Matt Barber (en) : Campbell
- Michael Nardone (en) : Hermann Kruger
- Ben Miles : Mr. Browning
- Robert Bathurst : Lord Thomas Davenport
- Tamer Hassan : Kaha Ruma alias « Le Marocain »

## Épisodes

### Épisode 1:Le Sang, c'est la vie
- États-Unis /  Canada : 25 octobre 2013 sur NBC[3] / Global
- Belgique : 5 octobre 2014 sur Plug RTL[4]

- États-Unis : 5,26 millions de téléspectateurs[5] (première diffusion)

Grâce au sang qu'un homme mystérieux offre au cadavre de Dracula, celui-ci revient à la vie. Plusieurs années plus tard, on le retrouve sous les traits d'Alexander Grayson, riche américain qui arrive à Londres et se présente à la société lors d'une grande soirée. Au cours de la fête, Dracula rencontre plusieurs membres d'une organisation secrète appelée "l'ordre du Dragon". Il rencontre également un jeune journaliste ambitieux Jonathan Harker et sa fiancée Mina. Celle-ci semble se souvenir de lui, comme d'un vague souvenir...

### Épisode 2:Un parfum de soufre
- États-Unis /  Canada : 1er novembre 2013 sur NBC / Global
- Belgique : 5 octobre 2014 sur Plug RTL

- États-Unis : 3,39 millions de téléspectateurs[6] (première diffusion)

Grayson cherche à acquérir les parts des membres de l'Ordre dans les plus grandes entreprises britanniques. Pour atteindre son but, il engage Jonathan Harker comme "espion mondain". Grâce aux renseignements obtenus, il fait chanter Lord Laurent et obtient ses titres.
Mina, aidée et encouragée par Grayson, passe un examen important de l'école de médecine avec succès.

### Épisode 3:Le Châtiment
- États-Unis /  Canada : 8 novembre 2013 sur NBC / Global
- Belgique : 12 octobre 2014 sur Plug RTL

- États-Unis : 2,96 millions de téléspectateurs[7] (première diffusion)

L'Ordre du Dragon punit de mort Lord Laurent, qui en souhaitant protéger son secret, a vendu ses titres. Son amant se suicide.
Mina, déçue par Jonathan qui a tenu des propos machistes à son égard, se laisse entraînée par Lucy dans une vie d'étourdissements. Mais Jonathan, encouragé par Grayson, va lui présenter ses excuses et les deux jeunes gens décident de se marier. 

### Épisode 4:Des ténèbres à la lumière
- États-Unis /  Canada : 15 novembre 2013 sur NBC / Global
- Belgique : 12 octobre 2014 sur Plug RTL

- États-Unis : 2,99 millions de téléspectateurs[8] (première diffusion)

Après le suicide de son fils, Lord Davenport est prêt à tout pour se venger de Grayson, désigné comme coupable dans une lettre.
Lucy aide Mina à organiser sa soirée de fiançailles chez Grayson.
Grayson, qui cherche à gagner la confiance de Lady Jane, manœuvre pour lui sauver la vie, face à un autre vampire.

### Épisode 5:La Valse du démon
- États-Unis /  Canada : 29 novembre 2013 sur NBC / Global
- Belgique : 19 octobre 2014 sur Plug RTL

- États-Unis : 2,84 millions de téléspectateurs[9] (première diffusion)

La soirée de fiançailles de Jonathan et Mina a lieu chez Grayson. Au cours d'une danse, Mina et Grayson semblent attirer comme des aimants, ce que ne manquent pas d'observer Lady Jane et Jonathan.

### Épisode 6:Des monstres et des hommes
- États-Unis /  Canada : 6 décembre 2013 sur NBC / Global
- Belgique : 19 octobre 2014 sur Plug RTL

- États-Unis : 3,83 millions de téléspectateurs[10] (première diffusion)

### Épisode 7:Deux Maîtres à la fois
- États-Unis /  Canada : 3 janvier 2014 sur NBC / Global
- Belgique : 26 octobre 2014 sur Plug RTL

- États-Unis : 2,9 millions de téléspectateurs[11] (première diffusion)

Grayson ne se nourrit plus et semble, avec le temps, renouer avec son humanité. Il envoie son homme de confiance, Renfield, récupérer à une vente aux enchères, un objet Le Triptyque de Dresde. Jonathan se rend compte qu'il a été manipulé par Grayson pour faire tomber un Général.
L'Ordre met tout en œuvre pour saboter la démonstration publique de la machine de Grayson, machine permettant de produire de l'électricité sans fil.

### Épisode 8:Marché de dupes
- États-Unis /  Canada : 10 janvier 2014 sur NBC / Global
- Belgique : 26 octobre 2014 sur Plug RTL

- États-Unis : 2,47 millions de téléspectateurs[12] (première diffusion)

Lady Jane, au cours d'un combat avec un vampire, découvre que Dracula, le roi vampire, le premier de tous les vampires, est à Londres. 
Mina se fait attaquer à l'université par les hommes de main de Davenport, mais Grayson arrive à temps et tue sauvagement tous les agresseurs.
Jonathan découvre que les agresseurs travaillaient pour Lord Davenport; il se rend donc chez lui et le tue, mais pas avant d'avoir vu la peinture représentant Ilona, la femme qui ressemble à Mina.

### Épisode 9:Quatre Roses
- États-Unis /  Canada : 17 janvier 2014 sur NBC / Global
- Belgique : 2 novembre 2014 sur Plug RTL

- États-Unis : 2,78 millions de téléspectateurs[13] (première diffusion)

Mina est à l'hôpital et seul Grayson vient lui rendre visite. Jonathan rejoint l'Ordre du Dragon pour se venger de Grayson.
Lucy, rongée par le remords, confesse sa faute à Mina; leur amitié est brisée.
Plus tard, Mina confie à Grayson la trahison de son amie. Furieux du mal qui lui a été fait, Grayson se précipite chez Lucy et la transforme en vampire.
Lady Jane, pendant ce temps, prépare le rassemblement des chasseurs de vampires de toute l'Europe afin de tuer Dracula.

### Épisode 10:Ultimes Combats
- États-Unis /  Canada : 24 janvier 2014 sur NBC / Global
- Belgique : 2 novembre 2014 sur Plug RTL

- États-Unis : 3,04 millions de téléspectateurs [14] (première diffusion)

Ayant à nouveau l'autorisation de faire la démonstration de sa machine, Grayson organise un grand événement. Malheureusement, un nouveau sabotage, perpétré par Jonathan et l'Ordre du Dragon va transformer son triomphe en catastrophe.
Avec l'aide d'un grand voyant, Lady Jane organise la plus grande chasse à vampires. Lorsque celui-ci localise Dracula, Lady Jane décide de s'en occuper personnellement.

## Audiences aux États-Unis
| N° d'épisode | Titre original         | Titre français             | Chaîne | Date de diffusion originale | Audience (en millions de téléspectateurs) | Pdm sur les 18-49 ans |
| ------------ | ---------------------- | -------------------------- | ------ | --------------------------- | ----------------------------------------- | --------------------- |
| 1            | The Blood Is the Life  | Le sang, c'est la vie      | NBC    | 25 octobre 2013             | 5.26                                      | 1.8                   |
| 2            | A Whiff of Sulphur     | Un parfum de soufre        | NBC    | 1er novembre 2013           | 3.39                                      | 1.3                   |
| 3            | Goblin Merchant Men    | Le châtiment               | NBC    | 8 novembre 2013             | 2.96                                      | 0.9                   |
| 4            | From Darkness to Light | Des ténèbres à la lumière  | NBC    | 15 novembre 2013            | 2.99                                      | 0.9                   |
| 5            | The Devil's Waltz      | La valse du démon          | NBC    | 29 novembre 2013            | 2.84                                      | 0.9                   |
| 6            | Of Monsters and Men    | Des monstres et des hommes | NBC    | 6 décembre 2013             | 3.83                                      | 1.1                   |
| 7            | Servant to Two Masters | Deux maîtres à la fois     | NBC    | 3 janvier 2014              | 2.90                                      | 0.9                   |
| 8            | Come to Die            | Marché de dupes            | NBC    | 10 janvier 2014             | 2.47                                      | 0.7                   |
| 9            | Four Roses             | Quatre roses               | NBC    | 17 janvier 2014             | 2.78                                      | 0.9                   |
| 10           | Let There Be Light     | Ultimes combats            | NBC    | 24 janvier 2014             | 3.04                                      | 1.0                   |